# Espanya als Jocs Olímpics d'estiu de 1980
Espanya va estar representada als Jocs Olímpics d'Estiu de 1980 celebrats a Moscou, Unió Soviètica, per 155 esportistes (146 homes i 9 dones) que competiren en 18 esports. El portador de la bandera a la cerimònia d'obertura fou Herminio Menéndez, que va participar en diverses proves de piragüisme.

## Medaller
L'equip olímpic espanyol va aconseguir les següents medalles:
| Esport             | Or | Plata | Bronze | Total |
| Atletisme          | 0  | 1     | 0      | 1     |
| Hoquei sobre herba | 0  | 1     | 0      | 1     |
| Natació            | 0  | 0     | 1      | 1     |
| Piragüisme         | 0  | 1     | 1      | 2     |
| Vela               | 1  | 0     | 0      | 1     |
| Total              | 1  | 3     | 2      | 6     |

## Medallistes
| Esportistes | Esport | Esdeveniment           | Data         |
| --- | --- | ---------------------- | ------------ |
| Or | |                        |              |
| Alejandro Abascal Miguel Noguer | Vela | Classe Flying Dutchman | 29 de juliol |
| Argent | |                        |              |
| Jordi Llopart | Atletisme | 50 km marxa            | 30 de juliol |
| Selecció masculina d'hoquei sobre herba \| Joan Amat Jaume Arbós Joan Arbós Xavier Cabot Ricard Cabot Miguel Chaves Juan Coghen Francesc Fábregas \| Josep Miquel García Rafael Garralda Santi Malgosa Paulino Monsalve Miguel de Paz Juan Pellón Carles Roca Jaime Zumalacárregui \| | Hoquei sobre herba | Competició masculina   | 31 de juliol |
| Guillermo del Riego Herminio Menéndez | Piragüisme | K-2 500 m masculins    | 1 d'agost    |
| Bronze | |                        |              |
| David López-Zubero | Natació | 100 m esquena          | 23 de juliol |
| Herminio Menéndez Luis Gregorio Ramos | Piragüisme | K-2 1000 m masculins   | 2 d'agost    |
| Joan Amat Jaume Arbós Joan Arbós Xavier Cabot Ricard Cabot Miguel Chaves Juan Coghen Francesc Fábregas | Josep Miquel García Rafael Garralda Santi Malgosa Paulino Monsalve Miguel de Paz Juan Pellón Carles Roca Jaime Zumalacárregui |                        |              |

## Esports
| Esport             | Homes | Dones | Total |
| ------------------ | ----- | ----- | ----- |
| Atletisme          | 20    | 0     | 20    |
| Bàsquet            | 12    | 0     | 12    |
| Esgrima            | 4     | 0     | 4     |
| Futbol             | 17    | 0     | 17    |
| Gimnàstica         | 3     | 3     | 6     |
| Handbol            | 14    | 0     | 14    |
| Hoquei sobre herba | 16    | 0     | 16    |
| Judo               | 2     | 0     | 2     |
| Lluita             | 2     | 0     | 2     |
| Natació            | 7     | 4     | 11    |
| Pentatló modern    | 3     | 0     | 3     |
| Piragüisme         | 5     | 0     | 5     |
| Rem                | 13    | 0     | 13    |
| Salts              | 1     | 1     | 2     |
| Tir                | 8     | 0     | 8     |
| Tir amb arc        | 2     | 0     | 2     |
| Vela               | 7     | 0     | 7     |
| Waterpolo          | 11    | 0     | 11    |
| Total              | 143   | 8     | 151   |

## Atletisme
Vegeu Atletisme als Jocs Olímpics d'estiu de 1980

### Masculí
Pista i ruta
| Esportista                                                        | Esdeveniment     | Eliminatòria | Eliminatòria | Quarts de final  | Quarts de final  | Semifinals       | Semifinals       | Final               | Final               |
| Esportista                                                        | Esdeveniment     | Resultat     | Posició      | Resultat         | Posició          | Resultat         | Posició          | Resultat            | Posició             |
| ----------------------------------------------------------------- | ---------------- | ------------ | ------------ | ---------------- | ---------------- | ---------------- | ---------------- | ------------------- | ------------------- |
| José Manuel Abascal                                               | 1500 m           | 3:44.7       | 6            |                  |                  | No es classificà | No es classificà | No es classificà    | No es classificà    |
| Eleuterio Antón                                                   | Marató           |              |              |                  |                  |                  |                  | 2:18:16             | 22                  |
| José Casabona                                                     | 400 m tanques    | 51.26        | 5            |                  |                  | No es classificà | No es classificà | No es classificà    | No es classificà    |
| José Luis González                                                | 1500 m           | 3:40.9       | 4 Q          |                  |                  | 3:42.6           | 8                | No es classificà    | No es classificà    |
| Isidoro Hornillos                                                 | 400 m            | 47.45        | 6            | No es classificà | No es classificà | No es classificà | No es classificà | No es classificà    | No es classificà    |
| Jordi Llopart                                                     | 50 km marxa      |              |              |                  |                  |                  |                  | 3:51:25             | 2                   |
| Juan Lloveras                                                     | 400 m tanques    | 50.48        | 4 Q          |                  |                  | 51.86            | 8                | No es classificà    | No es classificà    |
| Josep Marín                                                       | 20 km marxa      |              |              |                  |                  |                  |                  | 1:26:45             | 5                   |
| Josep Marín                                                       | 50 km marxa      |              |              |                  |                  |                  |                  | 4:03:08             | 6                   |
| Javier Moracho                                                    | 110 m tanques    | 13.72        | 3 Q          |                  |                  | 13.80            | 4 Q              | 13.78               | 7                   |
| Antonio Páez                                                      | 800 m            | 1:49.5       | 2 Q          |                  |                  | 1:47.8           | 5                | No es classificà    | No es classificà    |
| Antonio Prieto                                                    | 10000 m          | 29:12.8      | 5 Q          |                  |                  |                  |                  | No acabà            | No acabà            |
| Domingo Ramón                                                     | 3000 m obstacles | 8:31.9       | 1 Q          |                  |                  | 8:22.0           | 2 Q              | 8:15.8              | 4                   |
| Carles Sala                                                       | 110 m tanques    | 14.28        | 6 q          |                  |                  | 14.00            | 7                | No es classificà    | No es classificà    |
| Francisco Sánchez                                                 | 3000 m obstacles | 8:27.5       | 5 Q          |                  |                  | 8:19.0           | 4 Q              | 8:18.0              | 5                   |
| Colomán Trabado                                                   | 800 m            | 1:47.9       | 4 q          |                  |                  | 1:48.1           | 7                | No es classificà    | No es classificà    |
| Isidoro Hornillos Colomán Trabado Benjamín González José Casabona | Relleus 4x400 m  | 3:06.9       | 6            |                  |                  |                  |                  | No es classificaren | No es classificaren |

Concursos
| Esportista       | Esdeveniment     | Qualificació | Qualificació | Final            | Final            |
| Esportista       | Esdeveniment     | Distància    | Posició      | Distància        | Posició          |
| ---------------- | ---------------- | ------------ | ------------ | ---------------- | ---------------- |
| Roberto Cabrejas | Salt d'alçada    | 2,21         | 16 Q         | 2,10             | 16               |
| Ramón Cid        | Triple salt      | 16,20        | 13           | No es classificà | No es classificà |
| Antonio Corgos   | Salt de llargada | 7,96         | 7 Q          | 8,09             | 7                |
| Martí Perarnau   | Salt d'alçada    | 2,15         | 22           | No es classificà | No es classificà |
| Alberto Solanas  | Salt de llargada | 7,73         | 17           | No es classificà | No es classificà |

## Bàsquet
Vegeu Bàsquet als Jocs Olímpics d'estiu de 1980

### Masculí
Jugadors
| - Wayne Brabender - Juan Corbalán - Juan de la Cruz - Manolo Flores - José Luis Llorente - Juan López Iturriaga |  | - Josep Maria Margall - Fernando Romay - Juan Antonio San Epifanio - Lluís Santillana - Chicho Sibilio - Nacho Solozábal |

Entrenador: Antonio Díaz-Miguel
Fase de grups − Ronda preliminar
| Equip      | J | G | P | PF  | PC  | Dif | Punts |
| ---------- | - | - | - | --- | --- | --- | ----- |
| Iugoslàvia | 3 | 3 | 0 | 328 | 249 | +79 | 6     |
| Espanya    | 3 | 2 | 1 | 289 | 241 | +48 | 5     |
| Polònia    | 3 | 1 | 2 | 256 | 297 | −41 | 4     |
| Senegal    | 3 | 0 | 3 | 196 | 282 | −86 | 3     |

Fase de grups − Ronda final
| Equip          | J | G | P | PF  | PC  | Dif | Punts |
| -------------- | - | - | - | --- | --- | --- | ----- |
| Iugoslàvia     | 5 | 5 | 0 | 506 | 442 | +64 | 10    |
| Itàlia         | 5 | 3 | 2 | 419 | 438 | −19 | 8     |
| Unió Soviètica | 5 | 3 | 2 | 505 | 468 | +37 | 8     |
| Espanya        | 5 | 2 | 3 | 488 | 485 | +3  | 7     |
| Brasil         | 5 | 2 | 3 | 448 | 477 | −29 | 7     |
| Cuba           | 5 | 0 | 5 | 434 | 490 | −56 | 5     |

Resultats
| Ronda                | Data  | Hora  | Partit         | Partit   | Partit     |
| -------------------- | ----- | ----- | -------------- | -------- | ---------- |
| Ronda preliminar − 1 | 21/07 | 20:15 | Polònia        | 81 − 104 | Espanya    |
| Ronda preliminar − 2 | 22/07 | 13:00 | Senegal        | 65 − 94  | Espanya    |
| Ronda preliminar − 3 | 23/07 | 20:15 | Espanya        | 91 − 95  | Iugoslàvia |
| Ronda final − 1      | 25/07 |       | Unió Soviètica | 102 − 81 | Espanya    |
| Ronda final − 2      | 26/07 |       | Espanya        | 110 − 81 | Brasil     |
| Ronda final − 3      | 27/07 |       | Cuba           | 95 − 96  | Espanya    |
| Ronda final − 4      | 29/07 |       | Espanya        | 89 − 95  | Itàlia     |
| Final consolació     | 30/08 |       | Unió Soviètica | 117 − 74 | Espanya    |

## Esgrima
Vegeu Esgrima als Jocs Olímpics d'estiu de 1980
| Esportista       | Categoria         | Primera ronda                                                                         | Primera ronda | Segona ronda                                                                            | Segona ronda     | Quarts de final  | Semifinals       | Repesca          | Final            | Final    |
| Esportista       | Categoria         | Atletes                                                                               | C T Pos.      | Atletes                                                                                 | C T Pos.         | Quarts de final  | Semifinals       | Repesca          | Atletes          | C T Pos. |
| ---------------- | ----------------- | ------------------------------------------------------------------------------------- | ------------- | --------------------------------------------------------------------------------------- | ---------------- | ---------------- | ---------------- | ---------------- | ---------------- | -------- |
| Jesús Esperanza  | Floret individual | Grup B G. Benko (AUS) R. Bruniges (GBR) A. Romankov (URS) H. Hamze (LEB)              | 1–3 14–19 4   | No es classificà                                                                        | No es classificà | No es classificà | No es classificà | No es classificà | No es classificà | 24       |
| Valentín Paraíso | Sabre individual  | Grup A I. Gedővári (HUN) V. Etropolski (BUL) J. Laverdecia (CUB) L. Jabłonowski (POL) | 1–3 15–19 5   | No es classificà                                                                        | No es classificà | No es classificà | No es classificà | No es classificà | No es classificà | 24       |
| José Pérez       | Espasa individual | Grup A P. Jabłkowski (POL) P. Riboud (FRA) S. Ganeff (BEL) P. Planting (FIN)          | 1–3 12–19 4   | No es classificà                                                                        | No es classificà | No es classificà | No es classificà | No es classificà | No es classificà | 24       |
| Miquel Roca      | Floret individual | Grup D P. Jolyot (FRA) T. Soumagne (BEL) M. Țiu (ROU) K. Al-Awadhi (KUW)              | 2–2 15–15 3 Q | Grup D A. Robak (POL) S. Ruziyev (URS) P. Jolyot (FRA) K. Haertter (RFA) F. Cervi (ITA) | 1–4 14–23 6      | No es classificà | No es classificà | No es classificà | No es classificà | 16       |

## Futbol
Vegeu Futbol als Jocs Olímpics d'estiu de 1980

### Masculí
Jugadors
| - Joaquín Alonso - Marcos Alonso - Paco Buyo - Miguel de Andrés - Juanito Felipe - Agustín Gajate - Ángel González - Francisco Güerri - David López | - Víctor Muñoz - Urbano Ortega - José Manuel Espinosa - Quique Ramos - Poli Rincón - Agustín Rodríguez - Santiago Urquiaga - Manuel Zúñiga |  |

Entrenador: José Santamaría
Fase de grups
| Equip   | J | G | E | P | GF | GC | Dif | Punts |
| ------- | - | - | - | - | -- | -- | --- | ----- |
| RDA     | 3 | 2 | 1 | 0 | 7  | 1  | +6  | 5     |
| Algèria | 3 | 1 | 1 | 1 | 4  | 2  | +2  | 3     |
| Espanya | 3 | 0 | 3 | 0 | 2  | 2  | 0   | 3     |
| Síria   | 3 | 0 | 1 | 2 | 0  | 8  | −8  | 1     |

Resultats
| Ronda             | Data  | Hora  | Partit            | Partit | Partit  |
| ----------------- | ----- | ----- | ----------------- | ------ | ------- |
| Primera ronda − 1 | 20/07 | 12:00 | Alemanya Oriental | 1 − 1  | Espanya |
| Primera ronda − 2 | 22/07 | 12:00 | Espanya           | 0 − 0  | Síria   |
| Primera ronda − 3 | 24/07 | 12:00 | Espanya           | 1 − 1  | Algèria |

## Gimnàstica
Vegeu Gimnàstica als Jocs Olímpics d'estiu de 1980

### Masculí
Individual
| Esportista        | Esdeveniment    | Preliminar | Aparells | Aparells | Aparells | Aparells | Aparells | Aparells | Final  | Total   | Posició |
| Esportista        | Esdeveniment    | Preliminar | T        | CA       | A        | SC       | BP       | BF       | Final  | Total   | Posició |
| ----------------- | --------------- | ---------- | -------- | -------- | -------- | -------- | -------- | -------- | ------ | ------- | ------- |
| Gabriel Calvo     | Concurs complet | 55,275     | 9,200    | 9,000    | 9,450    | 9,800    | 9,250    | 9,650    | 56,350 | 111,625 | 28      |
| José de la Casa   | Concurs complet | 54,700     | 8,900    | 9,300    | 9,150    | 9,700    | 9,000    | 9,550    | 55,600 | 110,300 | 32      |
| Fernando Bertrand | Concurs complet | 54,375     | 9,000    | 9,500    | 9,350    | 9,200    | 8,850    | 9,550    | 55,450 | 109,825 | 33      |

| Esportista        | Esdeveniment       | Obligatori | Voluntari | Total  | Posició |
| ----------------- | ------------------ | ---------- | --------- | ------ | ------- |
| Gabriel Calvo     | Barra fixa         | 9,250      | 9,150     | 18,400 | 40      |
| Gabriel Calvo     | Barres paral·leles | 9,250      | 9,600     | 18,850 | 36      |
| Gabriel Calvo     | Salt sobre cavall  | 9,300      | 9,700     | 19,000 | 41      |
| Gabriel Calvo     | Anelles            | 9,050      | 9,200     | 18,250 | 50      |
| Gabriel Calvo     | Cavall amb arcs    | 9,000      | 8,900     | 17,900 | 51      |
| José de la Casa   | Barra fixa         | 9,200      | 9,150     | 18,350 | 42      |
| José de la Casa   | Barres paral·leles | 9,150      | 9,550     | 18,700 | 41      |
| José de la Casa   | Salt sobre cavall  | 9,450      | 9,500     | 18,950 | 46      |
| José de la Casa   | Anelles            | 9,000      | 8,450     | 17,450 | 61      |
| José de la Casa   | Cavall amb arcs    | 9,050      | 8,800     | 17,850 | 52      |
| Fernando Bertrand | Barra fixa         | 9,250      | 8,700     | 17,950 | 58      |
| Fernando Bertrand | Barres paral·leles | 9,250      | 9,400     | 18,650 | 43      |
| Fernando Bertrand | Salt sobre cavall  | 9,300      | 9,500     | 18,800 | 51      |
| Fernando Bertrand | Anelles            | 9,000      | 8,450     | 17,450 | 61      |
| Fernando Bertrand | Cavall amb arcs    | 8,950      | 8,900     | 17,850 | 52      |

### Femení
Individual
| Esportista     | Esdeveniment    | Preliminar | Aparells | Aparells | Aparells | Aparells | Final  | Total  | Posició |
| Esportista     | Esdeveniment    | Preliminar | SC       | BA       | BE       | T        | Final  | Total  | Posició |
| -------------- | --------------- | ---------- | -------- | -------- | -------- | -------- | ------ | ------ | ------- |
| Irene Martínez | Concurs complet | 36,750     | 9,150    | 9,350    | 9,050    | 9,550    | 37,010 | 73,850 | 22      |
| Aurora Morata  | Concurs complet | 35,975     | 9,000    | 9,200    | 9,350    | 8,450    | 36,000 | 71,975 | 25      |

Equips
| Esportista     | Esdeveniment | Aparells          | Aparells          | Aparells          | Aparells            | Aparells            | Aparells            | Aparells           | Aparells           | Aparells           | Aparells | Aparells | Aparells | Total  | Posició |
| Esportista     | Esdeveniment | Salt sobre cavall | Salt sobre cavall | Salt sobre cavall | Barres asimètriques | Barres asimètriques | Barres asimètriques | Barra d'equilibris | Barra d'equilibris | Barra d'equilibris | Terra    | Terra    | Terra    | Total  | Posició |
| Esportista     | Esdeveniment | OB                | OP                | P                 | OB                  | OP                  | P                   | OB                 | OP                 | P                  | OB       | OP       | P        | Total  | Posició |
| -------------- | ------------ | ----------------- | ----------------- | ----------------- | ------------------- | ------------------- | ------------------- | ------------------ | ------------------ | ------------------ | -------- | -------- | -------- | ------ | ------- |
| Irene Martínez | Equips       | 9,000             | 9,300             | 46                | 9,200               | 9,150               | 42                  | 9,200              | 8,850              | 48                 | 9,250    | 9,450    | 40       | 73,500 | 43 Q    |
| Aurora Morata  | Equips       | 9,000             | 8,900             | 53                | 9,450               | 9,000               | 41                  | 9,100              | 9,000              | 46                 | 8,950    | 8,550    | 56       | 71,950 | 49 Q    |
| Gloria Viseras | Equips       | 9,400             | 0,000             | 62                | 9,400               | 0,000               | 62                  | 9,150              | 0,000              | 62                 | 9,200    | 0,000    | 62       | 37,150 | 62      |

## Handbol
Vegeu Handbol als Jocs Olímpics d'estiu de 1980

### Masculí
Jugadors
| - Jesús María Albisu - Vicente Calabuig - Javier Cabanas - Juan Pedro de Miguel - Francesc López - Gregorio López - Rafael López |  | - Agustín Millán - Juan Francisco Muñoz - José Ignacio Novoa - Juan de la Puente - José María Pagoaga - Eugeni Serrano - Juan José Uría |

Entrenador:
Fase de grups
| Equip     | J | G | E | P | GF  | GC  | Dif. | Punts |
| --------- | - | - | - | - | --- | --- | ---- | ----- |
| RDA       | 5 | 4 | 1 | 0 | 108 | 92  | +16  | 9     |
| Hongria   | 5 | 3 | 2 | 0 | 96  | 88  | +8   | 8     |
| Espanya   | 5 | 2 | 1 | 2 | 102 | 106 | −4   | 5     |
| Polònia   | 5 | 2 | 1 | 2 | 123 | 97  | +26  | 5     |
| Dinamarca | 5 | 0 | 1 | 4 | 96  | 104 | −8   | 2     |
| Cuba      | 5 | 0 | 1 | 4 | 103 | 141 | −38  | 1     |

Resultats
| Ronda          | Data  | Hora  | Partit            | Partit  | Partit     |
| -------------- | ----- | ----- | ----------------- | ------- | ---------- |
| Fase grups − 1 | 20/07 | 20:00 | Alemanya Oriental | 21 − 17 | Espanya    |
| Fase grups − 2 | 22/07 | 18:30 | Dinamarca         | 19 − 20 | Espanya    |
| Fase grups − 3 | 24/07 | 17:00 | Espanya           | 17 − 20 | Hongria    |
| Fase grups − 4 | 26/07 | 17:00 | Espanya           | 24 − 24 | Cuba       |
| Fase grups − 5 | 28/07 | 17:00 | Polònia           | 22 − 24 | Espanya    |
| Cinquè\Sisè    | 30/07 | 13:00 | Espanya           | 24 − 23 | Iugoslàvia |

## Hoquei sobre herba
Vegeu Hoquei sobre herba als Jocs Olímpics d'Estiu de 1980

### Masculí
Jugadors
| - Joan Amat - Jaume Arbós - Joan Arbós - Xavier Cabot - Ricard Cabot - Miguel Chaves - Juan Coghen - Francesc Fàbregas |  | - Josep Miquel García - Rafael Garralda - Santi Malgosa - Paulino Monsalve - Miguel de Paz - Juan Pellón - Carles Roca - Jaime Zumalacárregui |

Entrenador:
Fase de grups
| Equip          | J | G | E | P | GF | GC | Dif | Punts |
| -------------- | - | - | - | - | -- | -- | --- | ----- |
| Espanya        | 5 | 4 | 1 | 0 | 33 | 3  | +30 | 9     |
| Índia          | 5 | 3 | 2 | 0 | 39 | 6  | +33 | 8     |
| Unió Soviètica | 5 | 3 | 0 | 2 | 30 | 11 | +19 | 6     |
| Polònia        | 5 | 2 | 1 | 2 | 19 | 15 | +4  | 5     |
| Cuba           | 5 | 1 | 0 | 4 | 7  | 42 | −35 | 2     |
| Tanzània       | 5 | 0 | 0 | 5 | 3  | 54 | −51 | 0     |

Resultats
| Ronda                | Data  | Hora  | Partit         | Partit | Partit   |
| -------------------- | ----- | ----- | -------------- | ------ | -------- |
| Ronda preliminar − 1 | 20/07 | 17:00 | Unió Soviètica | 1 − 2  | Espanya  |
| Ronda preliminar − 2 | 21/07 | 12:45 | Espanya        | 12 − 0 | Tanzània |
| Ronda preliminar − 3 | 23/07 | 12:45 | Espanya        | 2 − 2  | Índia    |
| Ronda preliminar − 4 | 24/07 | 12:45 | Espanya        | 6 − 0  | Polònia  |
| Ronda preliminar − 5 | 26/07 | 17:00 | Cuba           | 0 − 11 | Espanya  |
| Final                | 29/07 | 17:00 | Índia          | 4 − 3  | Espanya  |

## Judo
Vegeu Judo als Jocs Olímpics d'estiu de 1980
| Esportista            |        | Ronda 1              | Ronda 2              | Quarts de final   | Semifinals       | Repesca 1        | Repesca 2          | Final                   | Final |
| --------------------- | ------ | -------------------- | -------------------- | ----------------- | ---------------- | ---------------- | ------------------ | ----------------------- | ----- |
| Ignacio Sanz          | −78 kg | B. El-Jabbin (SYR) V | D. Dashjamts (MGL) V | J. Ferrer (CUB) D | No es classificà | –                | S. Sikirić (YUG) V | B. Tchoullouyan (FRA) D | 5     |
| José Antonio Cecchini | −86 kg | M. Sanchis (FRA) V   | S. Obadov (YUG) D    | No es classificà  | No es classificà | No es classificà | No es classificà   | No es classificà        | 10    |

## Lluita
Vegeu Lluita als Jocs Olímpics d'estiu de 1980

### Lluita lliure
| Esportista       | Esdeveniment | Ronda preliminar          | Ronda preliminar                | Ronda preliminar | Ronda preliminar | Ronda preliminar | Ronda final      | Ronda final      |                  |
| Esportista       | Esdeveniment | Ronda 1                   | Ronda 2                         | Ronda 3          | Ronda 4          | Ronda 5          | Ronda final      | Ronda final      |                  |
| Esportista       | Esdeveniment | Oponent Resultat          | Oponent Resultat                | Oponent Resultat | Oponent Resultat | Oponent Resultat | Oponent Resultat | Pos.             |                  |
| ---------------- | ------------ | ------------------------- | ------------------------------- | ---------------- | ---------------- | ---------------- | ---------------- | ---------------- | ---------------- |
| Santiago Morales | −100 kg      | I. Mate (URS) D TF / 3:42 | K. Bayanmönkh (MGL) D TF / 2:42 | No es classificà | No es classificà | No es classificà | No es classificà | No es classificà | No es classificà |

### Lluita grecoromana
| Fernando San Isidro | −82 kg | D. Kühn (RDA) D TF / 4:18 | A. Baatarkhüü (MGL) D D2 / 7:00 | No es classificà | No es classificà | No es classificà | No es classificà | No es classificà | No es classificà |

## Natació
Vegeu Natació als Jocs Olímpics d'estiu de 1980

### Masculí
| Esportista                                                          | Esdeveniment    | Eliminatòries | Eliminatòries | Semifinals       | Semifinals       | Final               | Final               |
| Esportista                                                          | Esdeveniment    | Temps         | Posició       | Temps            | Posició          | Temps               | Posició             |
| ------------------------------------------------------------------- | --------------- | ------------- | ------------- | ---------------- | ---------------- | ------------------- | ------------------- |
| Rafel Escalas                                                       | 400 m lliures   | 3:58.45       | 14            |                  |                  | No es classificà    | No es classificà    |
| Rafel Escalas                                                       | 1500 m lliures  | 15:20.99      | 4 Q           |                  |                  | 15:21.88            | 6                   |
| Rafel Escalas                                                       | 400 m estils    | 4:42.49       | 23            |                  |                  | No es classificà    | No es classificà    |
| Moisés Gosálvez                                                     | 100 m esquena   | 1:00.90       | 27            | No es classificà | No es classificà | No es classificà    | No es classificà    |
| Ramón Lavín                                                         | 100 m lliures   | 53.45         | 27            | No es classificà | No es classificà | No es classificà    | No es classificà    |
| Ramón Lavín                                                         | 200 m lliures   | 1:56.99       | 34            |                  |                  | No es classificà    | No es classificà    |
| David López-Zubero                                                  | 100 m lliures   | 52.43         | 13 Q          | 52.18            | 11               | No es classificà    | No es classificà    |
| David López-Zubero                                                  | 200 m lliures   | 1:53.22       | 9             |                  |                  | No es classificà    | No es classificà    |
| David López-Zubero                                                  | 200 m papallona | 55.54         | 2 Q           | 55.47            | 3 Q              | 55.13               | 3                   |
| Gustavo Torrijos                                                    | 100 m braça     | 1:06.77       | 17            |                  |                  | No es classificà    | No es classificà    |
| Gustavo Torrijos                                                    | 200 m braça     | 2:26.96       | 13            |                  |                  | No es classificà    | No es classificà    |
| Juan Pablo Barro Ramón Lavín David López-Zubero Juan Carlos Vallejo | 4x200 m lliures | 7:42.69       | 10            |                  |                  | No es classificaren | No es classificaren |
| Moisés Gonsálvez Ramón Lavín David López-Zubero Gustavo Torrijos    | 4x100 m estils  | 3:54.79       | 9             |                  |                  | No es classificaren | No es classificaren |

### Femení
| Esportista                                                | Esdeveniment    | Eliminatòries | Eliminatòries | Final            | Final            |
| Esportista                                                | Esdeveniment    | Temps         | Posició       | Temps            | Posició          |
| --------------------------------------------------------- | --------------- | ------------- | ------------- | ---------------- | ---------------- |
| Natàlia Mas                                               | 100 m lliures   | 59.53         | 18            | No es classificà | No es classificà |
| Natàlia Mas                                               | 200 m lliures   | 2:05.73       | 14            | No es classificà | No es classificà |
| Natàlia Mas                                               | 400 m lliures   | 4:29.81       | 17            | No es classificà | No es classificà |
| Natàlia Mas Margarita Armengol Laura Flaqué Gloria Casado | 4x100 m lliures | 3:58.33       | 7 Q           | 3:58.73          | 8                |

## Pentatló modern
Vegeu Pentatló modern als Jocs Olímpics d'estiu de 1980
| Esportista                                     | Esdeveniment | Hípica            | Esgrima     | Natació   | Tir               | Camp a través   | Final             | Final  | Final |
| ---------------------------------------------- | ------------ | ----------------- | ----------- | --------- | ----------------- | --------------- | ----------------- | ------ | ----- |
| Federico Galera                                | Individual   | 1.008             | 844         | 1.022     | 1.100             | 1.027           | 5.001             | 5.001  | 25    |
| Manuel Montesinos                              | Individual   | 1.076             | 818         | 890       | 1.120             | 907             | 4.811             | 4.811  | 32    |
| José Serrano                                   | Individual   | 1.010             | 714         | 890       | 1.252             | 1.021           | 4.887             | 4.887  | 29    |
| Federico Galera Manuel Montesinos José Serrano | Equips       | 1.008 1.076 1.010 | 844 818 714 | 1.022 890 | 1.100 1.120 1.252 | 1.027 907 1.021 | 5.001 4.811 4.887 | 14.699 | 9     |

## Piragüisme
Vegeu Piragüisme als Jocs Olímpics d'estiu de 1980
| Esportista                            | Esdeveniment        | Sèries       | Sèries       | Repesca      | Repesca      | Semifinals   | Semifinals   | Final               | Final               |
| Esportista                            | Esdeveniment        | Temps        | Posició      | Temps        | Posició      | Temps        | Posició      | Temps               | Posició             |
| ------------------------------------- | ------------------- | ------------ | ------------ | ------------ | ------------ | ------------ | ------------ | ------------------- | ------------------- |
| Herminio Menéndez                     | K1 500 m masculins  | No participà | No participà | No participà | No participà | No participà | No participà | No participà        | No participà        |
| Guillermo del Riego                   | K1 1000 m masculins | 3:49.41      | 4 QR         | 3:51.04      | 1 Q          | 3:57.47      | 4            | No es classificà    | No es classificà    |
| Narciso Suárez Santos Magaz           | C2 500 m masculins  | 1:50.11      | 5 QS         |              |              | 1:47.98      | 2 Q          | 1:48.18             | 7                   |
| Narciso Suárez Santos Magaz           | C2 1000 m masculins | 3:45.81      | 4 QS         |              |              | 4:09.14      | 5            | No es classificaren | No es classificaren |
| Herminio Menéndez Guillermo del Riego | K2 500 m masculins  | 1:34.16      | 1 QS         | –            | –            | 1:35.59      | 1 Q          | 1:33.65             | 2                   |
| Luis Gregorio Ramos Herminio Menéndez | K2 1000 m masculins | 3:24.83      | 1 QS         | –            | –            | 3:36.08      | 1 Q          | 3:28.66             | 3                   |

## Rem
Vegeu Rem als Jocs Olímpics d'estiu de 1980
| Esportista                                                                       | Esdeveniment       | Sèries  | Sèries  | Repesca | Repesca | Semifinal           | Semifinal           | Final               | Final               |
| Esportista                                                                       | Esdeveniment       | Temps   | Posició | Temps   | Posició | Temps               | Posició             | Temps               | Posició             |
| -------------------------------------------------------------------------------- | ------------------ | ------- | ------- | ------- | ------- | ------------------- | ------------------- | ------------------- | ------------------- |
| José Ramón Oyarzábal José Luis Corta                                             | Doble scull        | 7:11.05 | 3 R     | 6:43.15 | 3 FB    |                     |                     | 6:38.38             | 7                   |
| José Pardas Luis Miguel Oliver                                                   | Dos sense timoner  | 7:46.00 | 4 R     | 7:18.45 | 4       | No es classificaren | No es classificaren | No es classificaren | No es classificaren |
| Joan Solano Jesús González Manuel Vera Julio Oliver                              | Quàdruple scull    | 6:18.61 | 2 R     | 6:00.77 | 2 FA    |                     |                     | 6:01.19             | 5                   |
| José Manuel Bermúdez Isidro Martín Salvador Verges Luis Lasúrtegui Javier Sabriá | Quatre amb timoner | 6:43.35 | 1 Q     | –       | –       |                     |                     | 6:26.23             | 4                   |

## Salts
Vegeu Salts als Jocs Olímpics d'estiu de 1980
| Esportista      | Esdeveniment         | Eliminatòries | Eliminatòries | Final            | Final            | Final            | Final            |
| Esportista      | Esdeveniment         | Punts         | Posició       | Punts            | 1/2 eliminatòria | Total            | Posició          |
| --------------- | -------------------- | ------------- | ------------- | ---------------- | ---------------- | ---------------- | ---------------- |
| Carmen Belén    | Trampolí 3 m femení  | 388,32        | 17            | No es classificà | No es classificà | No es classificà | No es classificà |
| Ricardo Camacho | Trampolí 3 m masculí | 532,02        | 8 Q           | 483,330          | 266,010          | 749,340          | 8                |

## Tir
Vegeu Tir als Jocs Olímpics d'estiu de 1980
| Esportista       | Esdeveniment        | Ronda 1   | Ronda 2          | Final            | Final   |
| Esportista       | Esdeveniment        | Puntuació | Puntuació        | Puntuació        | Posició |
| ---------------- | ------------------- | --------- | ---------------- | ---------------- | ------- |
| José Luis Calvo  | Rifle estesa 50 m   |           |                  | 591              | 32      |
| Enrique Camarena | Skeet               | 189       | No es classificà | No es classificà | 26      |
| Juan Casamajó    | Rifle estesa 50 m   |           |                  | 592              | 25      |
| Jaime González   | Pistola ràpida 25 m | 293       | 293              | 586              | 22      |
| Francisco Pérez  | Skeet               | 195       | No es classificà | No es classificà | 7       |
| Ricardo Sancho   | Fossa               | 190       | No es classificà | No es classificà | 10      |
| Juan Seguí       | Pistola ràpida 25 m | 294       | 289              | 583              | 26      |
| Eladi Vallduví   | Fossa               | 195       | No es classificà | No es classificà | 5       |

## Tir amb arc
Vegeu Tir amb arc als Jocs Olímpics d'estiu de 1980
| Esportista        | Esdeveniment       | Ronda 1   | Ronda 1 | Ronda 2   | Ronda 2 | Final     | Final   |
| Esportista        | Esdeveniment       | Puntuació | Posició | Puntuació | Posició | Puntuació | Posició |
| ----------------- | ------------------ | --------- | ------- | --------- | ------- | --------- | ------- |
| Antonio Vázquez   | Individual masculí | 1.149     | 24      | 1.091     | 32      | 2.240     | 29      |
| Francisco Peralta | Individual masculí | 1.111     | 31      | 1.070     | 35      | 2.181     | 33      |

## Vela
Vegeu Vela als Jocs Olímpics d'estiu de 1980
| Esportista                              | Esdeveniment    | Curses     | Curses     | Curses | Curses | Curses     | Curses | Curses     | Punts totals | Total -1 | Posició |
| Esportista                              | Esdeveniment    | 1          | 2          | 3      | 4      | 5          | 6      | 7          | Punts totals | Total -1 | Posició |
| --------------------------------------- | --------------- | ---------- | ---------- | ------ | ------ | ---------- | ------ | ---------- | ------------ | -------- | ------- |
| José Luis Doreste                       | Finn            | DSQ (28,0) | DSQ (28,0) | 19,0   | 5,7    | DNF (28,0) | 14,0   | DSQ (28,0) | 150,7        | 122,7    | 17      |
| Gustavo Doreste Alfredo Rigau           | 470             | 11,7       | 11,7       | 3,0    | 5,7    | 14,0       | 8,0    | 15,0       | 69,1         | 54,1     | 6       |
| Alejandro Abascal Miguel Noguer         | Flying Dutchman | 8,0        | 0,0        | 3,0    | 8,0    | 0,0        | 0,0    | DNS (22,0) | 41,0         | 19,0     | 1       |
| Antonio Gorostegui José María Benavides | Star            | 13,0       | 14,0       | 13,0   | 11,7   | 13,0       | 8,0    | 18,0       | 90,0         | 72,7     | 7       |

## Waterpolo
Vegeu Waterpolo als Jocs Olímpics d'estiu de 1980

### Masculí
Jugadors
| - José Alcázar - Jordi Alonso - Antoni Aquilar - Jordi Carmona - Manuel Delgado - Antoni Esteller | - Manel Estiarte - Salvador Franch - Pere Robert - Frederic Sabrià - Gaspar Ventura |

Entrenador: Lolo Ibern
Fase de grups
| Equip          | J | G | E | P | GF | GC | Dif | Punts |
| -------------- | - | - | - | - | -- | -- | --- | ----- |
| Unió Soviètica | 3 | 3 | 0 | 0 | 24 | 10 | +14 | 6     |
| Espanya        | 3 | 2 | 0 | 1 | 15 | 11 | +4  | 4     |
| Itàlia         | 3 | 0 | 1 | 2 | 14 | 17 | -3  | 1     |
| Suècia         | 3 | 0 | 1 | 2 | 8  | 23 | -15 | 1     |

Fase final
| Equip          | J | G | E | P | GF | GC | Dif | Punts |
| -------------- | - | - | - | - | -- | -- | --- | ----- |
| Unió Soviètica | 5 | 5 | 0 | 0 | 34 | 21 | +13 | 10    |
| Iugoslàvia     | 5 | 3 | 1 | 1 | 34 | 32 | +2  | 7     |
| Hongria        | 5 | 3 | 0 | 2 | 32 | 30 | +2  | 6     |
| Espanya        | 5 | 2 | 0 | 3 | 28 | 31 | -3  | 4     |
| Cuba           | 5 | 0 | 2 | 3 | 31 | 38 | -7  | 2     |
| Països Baixos  | 5 | 0 | 1 | 4 | 26 | 33 | -7  | 1     |

Resultats
| Ronda                | Data  | Hora | Partit        | Partit | Partit     |
| -------------------- | ----- | ---- | ------------- | ------ | ---------- |
| Ronda preliminar − 1 | 20/07 |      | Suècia        | 3 − 7  | Espanya    |
| Ronda preliminar − 2 | 21/07 |      | URSS          | 4 − 3  | Espanya    |
| Ronda preliminar − 3 | 22/07 |      | Espanya       | 5 − 4  | Itàlia     |
| Ronda final − 1      | 24/07 |      | Països Baixos | 5 − 6  | Espanya    |
| Ronda final − 2      | 25/07 |      | URSS          | 6 − 2  | Espanya    |
| Ronda final − 3      | 26/07 |      | Hongria       | 6 − 5  | Espanya    |
| Ronda final − 4      | 28/07 |      | Espanya       | 6 − 7  | Iugoslàvia |
| Ronda final − 5      | 29/07 |      | Espanya       | 9 − 7  | Cuba       |